# Mortadella di fegato
La mortadella di fegato (o mortadella d'Orta, in piemontese fidighin) è un insaccato riconosciuto come Prodotto Agroalimentare Tradizionale (P.A.T.) italiano in due diverse tipologie: quella cotta, indicata come "48 - mortadella di fegato cotta (mortadella d'orta)", e quella cruda, indicata come "49 - mortadella di fegato cruda (fidighin o fideghina)". Viene prodotta nel nord-est del Piemonte, in particolare attorno al lago d'Orta e nella bassa Valsesia.

## Preparazione

### Mortadella di fegato cruda

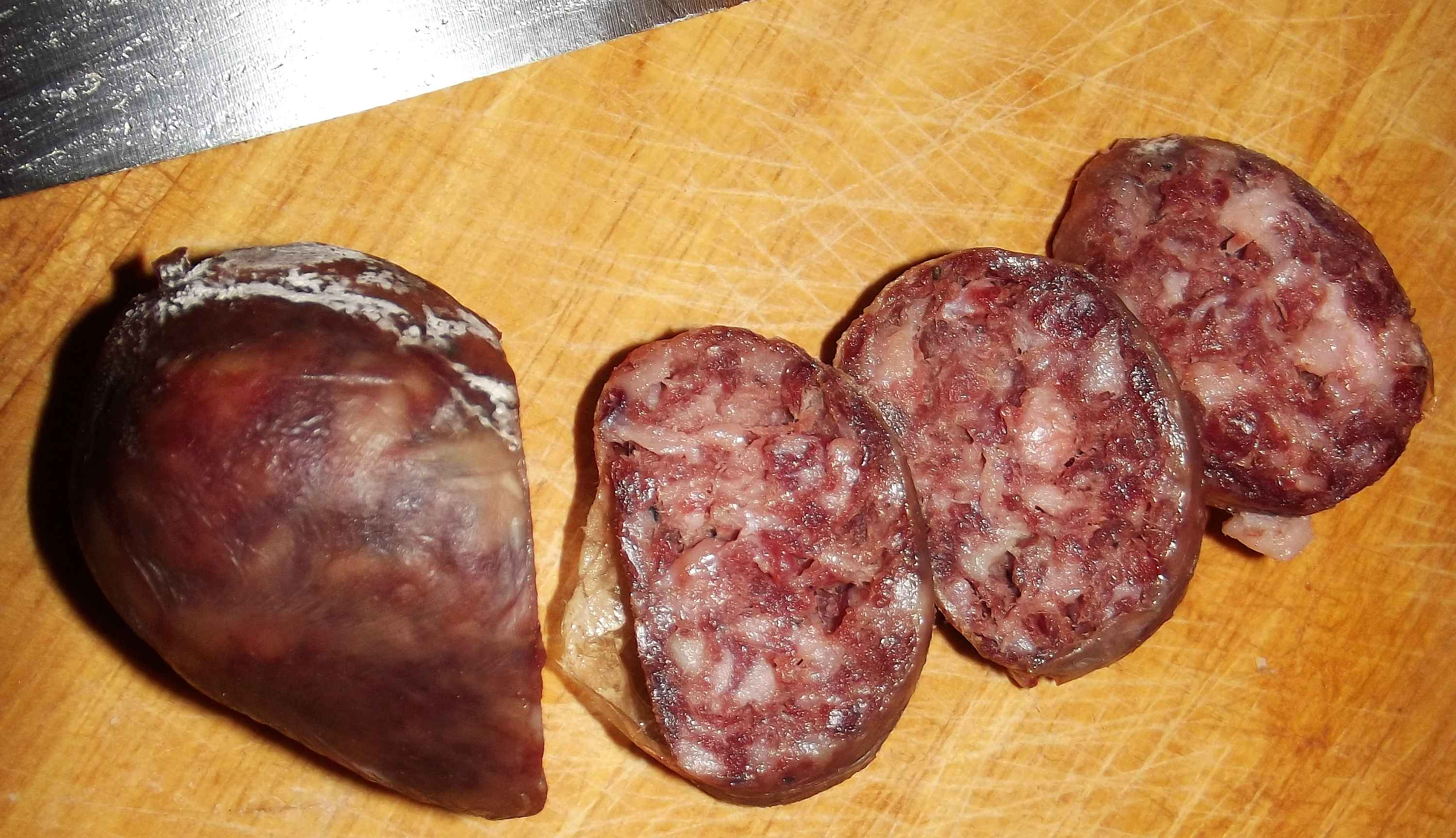
Mortadella cruda a fette

Gli ingredienti principali (carni suine magre, pancetta e fegato di maiale fino al 50%) sono ridotti ad una pasta a grana piuttosto grossolana. Le carni vengono salate e conciate con spezie, aromi (possono essere presenti pepe, chiodi di garofano, cannella, noce moscata, scorza di limone etc.) e vino rosso (spesso barbera). Il tutto è infine insaccato in budello naturale, legato in modo da formare un salume a ferro di cavallo e infine stagionato per 4-5 mesi. L'affinamento del prodotto era un tempo aiutato dall'uso di tenere stufe e bracieri accesi nei locali di stagionatura. La pezzatura dal prodotto finito varia in genere dai due etti al mezzo chilo. Il colore può variare in base alla quantità di fegato utilizzata e tende in genere al rosso mattone chiaro. La consistenza deve risultare morbida, con tendenza a sfaldarsi. Quella descritta è una produzione artigianale che prevede diverse varianti allo schema generale tra le quali la conservazione dell'insaccato sotto grasso (fidighin d'la doja) o la produzione di mortadelle da consumare previa cottura.

### Mortadella di fegato cotta

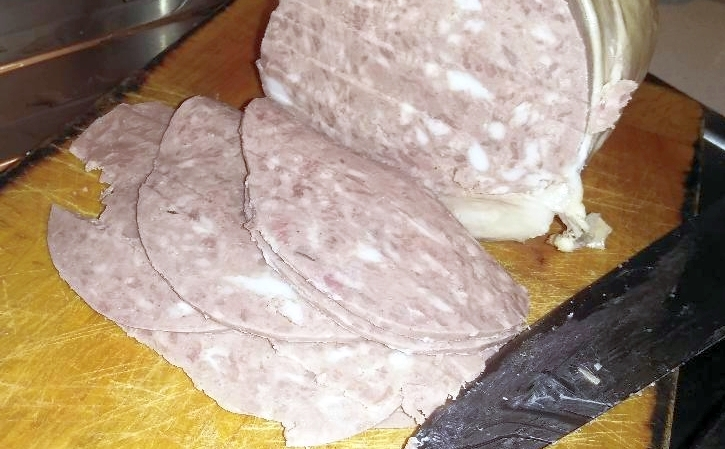
Mortadella cotta

Rispetto alla mortadella cruda l'impasto risulta tritato più finemente. La cottura avviene oggi a vapore, mentre un tempo veniva effettuata in grandi pentoloni di acqua bollente. Dopo un paio di mesi di stagionatura il salume viene di solito confezionato sottovuoto e avviato alla vendita. La pezzatura è solitamente compresa tra i 2 e i 3 hg.

## Consumo

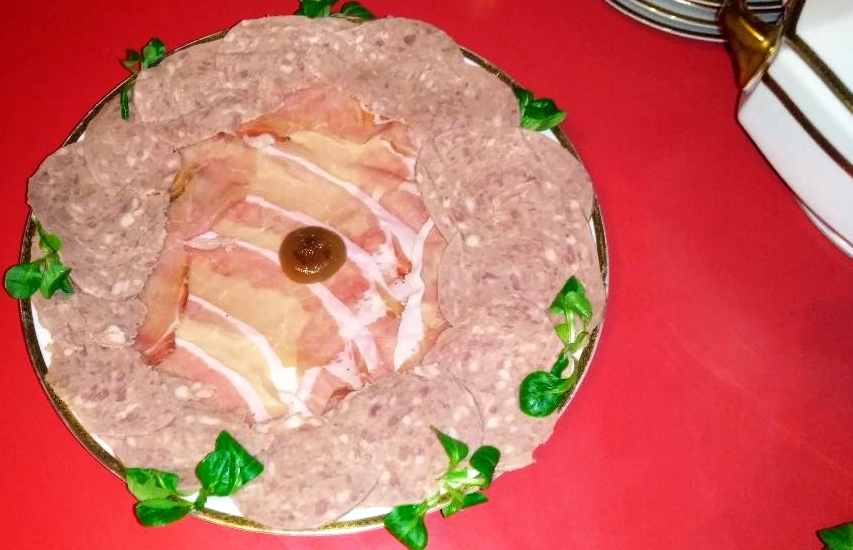
Mortadella cotta impiattata con altri salumi

Usata in genere come antipasto, la mortadella di fegato può entrate tra gli ingredienti usati nella preparazione della panissa. Viene anche abbinata con la polenta, aggiungendola a fine cottura, e può inoltre essere consumata cotta, accompagnandola con taccole lessate, cipolle lessate, patate bollite o purè.

## Prodotti affini
Il Ministero riconosce tra i prodotti agroalimentari tradizionali anche un insaccato affine, tradizionale in Lombardia, denominato Mortadella di fegato al vin brulé. La zona più tipica per la sua produzione è intorno a Salice Terme nel Pavese.
Anche nel Canton Ticino viene prodotta una mortadella di fegato.
Un'affinità meno stretta può essere riscontrata anche con il Leberwurst (salsiccione di fegato), proprio del mondo tedesco.